# 키핑 더 페이스
《키핑 더 페이스》(영어: Keeping the Faith)는 2000년에 개봉한 미국의 로맨틱 코미디 영화이다.

## 출연진
- 벤 스틸러 - 랍비 제이컵 “제이크” 슈램 역
- 에드워드 노턴 - 브라이언 킬케니 핀 신부 역
- 제나 엘프먼 - 애나 라일리 역
  - 블라이스 오파스 - 10대 애나 라일리 역
- 앤 밴크로프트 - 루스 슈램 역
- 밀로시 포르만 - 하벨 신부 역
- 일라이 월럭 - 랍비 벤 루이스 역
- 홀랜드 테일러 - 보니 로즈 역
- 리사 에덜스틴 - 알리 데커 역
- 리나 소퍼 - 레이철 로즈 역
- 보디 엘프먼 - 하워드 더 캐서노바(카사노바) 역
- 브라이언 조지 - 폴리 초프라 역
- 론 리프킨 - 래리 프리드먼 역
- 데이비드 웨인 - 스티브 포즈너 역
- 켄 렁 - 돈 역
- 수지 에스먼 - 엘런 프리드먼 역
- 캐서린 로이드 번스 - 데비 역
- 브라이언 앤서니 윌슨 - 티본 역

## 우리말 녹음
KBS 성우진
- 박기량 - 제이크(벤 스틸러)
- 양석정 - 브라이언(에드워드 노턴)
- 이선 - 애니(제나 엘프먼)
- 온영삼 - 바텐터(브라이언 조지)
- 정민희 - 루스(앤 밴크로프트)
- 김정호 - 루이스(일라이 월럭)
- 배정미 - 알리(리사 에덜스틴)
- 정기항 - 래리(론 리프킨)
- 나수란 - 보니(홀랜드 테일러)
- 장호비 - 돈(켄 렁)
- 이봉준 - 주임 신부(밀로시 포르만)
- 서문석 - 경비원(브라이언 앤서니 윌슨)
- 오수경 - 데비(캐서린 로이드 번스)
- 박규웅 - 렌(스튜어트 블럼버그)
- 유명숙 - 앨런(수지 에스먼)